# Calamotropha hackeri
Calamotropha hackeri is een vlinder uit de familie grasmotten (Crambidae). De wetenschappelijke naam is voor het eerst geldig gepubliceerd in 1985 door Ganev.
De soort komt voor in Europa.